# تحليل التحول والحصة
تحليل التحول والحصة استخدم تحليل التحول والحصة التقليدي من قبل المحللين الإقليميين للتنبؤ والتخطيط الاستراتيجي وتقييم السياسات، ويعتبر جونز Jones رائد الطريقة الأول في المملكة المتحدة عام 1940م ومن ثم استخدم وانتشر من قبل الاقتصاديين الإقليميين أمثال كريمر Creamer.D.B عام 1943 م وليسير Leser عام 1951م وطوّر أكثر من قبل دن وبيرلوف Dunn and Perloff عام 1963م في الولايات المتحدة، وتم تطبيقه في المملكة المتحدة أيضا من قبل هيومنك Humming عام 1963 م، وهانسن Hansen عام 1967م وقد قام بطرح التفاصيل الأساسية لاستخدام التحليل ومزاياه التطبيقية، وبروانBrown عام 1968م، وستلويلStillwell عام 1969م، وتقرير هنت The Hunt Report عام 1969م، وهيئة التخطيط الاقتصادي لجنوب الشرق South East Economic Planning Council عام 1969م.
وقد طورّ مؤخرا أسلوب التحول -الحصة الحركي (Dynamic Shift and Share Technique) من قبل ميّد و ورامزي Mead and Ramsay لفحص استجابة الإقليم التفاضلية خلال فترتي ركود، وقد طبقت التقنية في نيوانجلاند New England عام 1982م من قبل (Mead , Ramsay) وفي نبراسكا Nebraska عام 1986م من قبل ريفلر Riefler وفي تكساس Texas لتحيل الاستجابات المختلفة لاقتصاد نيفادا Nevada خلال فترات الكساد في الدولة للفترتين الزمنيتين (1981م-1982م) و(1990م-1991م).
يمكن أن يستخدم تحليل التحول – الحصة الحركي في فحص الآثار المترتبة على مبادرات السياسة العامة عن طريق مقارنة استجابات اقتصاد الدولة أو الإقليم لأكثر من فترتي ركود، حيث أن شدة الركود تختلف على الصعيد الوطني أو الإقليمي وقد تظهر أنماط مختلفة للاستجابة الصناعية الإقليمية أو الوطنية، وفضلا عما سبق فقد جرى الاهتمام بتباين معدلات التغير كإحدى خصائص الأسلوب الحركي وذلك عند التركيز على الصناعات ذات النمو الأعلى في إقليم ما مقارنة بما هو في بقية الأقاليم أو في الدولة المعنيّة، وعند مقارنة معدلات النمو الصناعي ككل بين الإقليم والدولة.
وهكذا ازداد الاهتمام بتحليل التحول والحصة واتسع نطاق تطبيقه في العلوم الإقليمية حتى يومنا هذا.

## التعريف بتحليل التحول والحصة
يعتبر تحليل التحول والحصة أحد الأساليب المستخدمة في تحليل البنية الصناعية الإقليمية وتطورها مع الزمن من خلال المقارنة مع التغيّر في الاستخدام الصناعي على المستوى الوطني من حيث الحجم والتركيب.
يتطلب الأسلوب عزل تأثيرات الهيكل الصناعي للإقليم على نموه عبر فترة معينة من الزمن، وهذا يتضمن تقسيم أداء النمو للأقاليم إلى عدد من العناصر الرئيسية عن طريق إحدى المتغيرات كالعمالة أو السكان أو الدخل، والمتغير الشائع في تحديد نمو الأقاليم هو متغير العمالة، ويمكن فصل مجموع النمو للعمالة الإقليمية إلى مركّبات (مكونات) تحول وحصة كالتالي:
1.	مركّبة الحصة الوطنية The National Share Component 
تمثل مركّبة الحصة الوطنية تأثير الاقتصاد الوطني العام على الاقتصاد الإقليمي، ويشير إلى مقدار الزيادة في العمالة الإقليمية إذا نمت كل الصناعات في الإقليم بنفس المعدل الوطني خلال فترة التحليل، ويعتبر هذا معيار (norm) للإقليم يتم من خلاله قياس الانحرافات.
2.	مركّبة التحول The Shift Component
تمثل مركّبة التحول الانحرافات في نمو العمالة الإقليمية من الحصة الوطنية، ويكون الانحراف موجبا في مناطق النمو المزدهرة وسالبا في المناطق المتدهورة نسبيا، ويشير إلى أي مدى يساهم انحراف معدل نمو التشغيل الإقليمي عن معدل التشغيل الوطني في خلق تشغيل صناعي جديد للإقليم في سنة المقارنة، ويمكن تقسيم التحول الصافي لأي إقليم إلى مركّبتين:
‌أ-	مركّبة التحول النسبي The Proportionality Shift Component
وتعرف أحيانا باسم مركّبة الهيكل الصناعي Industrial Structural أو التركيب الصناعي Mix Industrial، ويقيس تأثير الاستخدام الصناعي الوطني على هيكل وتركيب الاستخدام الصناعي الإقليمي نتيجة تحول بعض الأنشطة في الإقليم أو إلى الأقاليم الأخرى مما يولد تركيب صناعي، أي أنه يقيس كمية التحول الإقليمي الصافي العائد إلى مركّبات القطاعات الصناعية في الإقليم، وتكون هذه المركّبة موجبة في المناطق التي تختص في القطاعات السريعة النمو على الصعيد الوطني وسالبة في المناطق التي تختص في القطاعات بطيئة النمو أو حتى المتدهورة على الصعيد الوطني؛ ويعزى ذلك إلى عدد من الأسباب منها ضعف الإدارة، و تغيّر التكنولوجيا، و تغيّر الأسواق، ومرور التجارة في دورة كساد، وعليه يحظى الإقليم بتركيب صناعي ملائم إذا تضمن نشاطات ذات معدلات عالية للنمو مع عدد قليل من النشاطات ذات المعدلات المنخفضة للنمو، وبالمقابل يحظى بتركيب صناعي غير ملائم أو ضعيف إذا تضمن نشاطات ذات معدلات منخفضة النمو مع عدد أقل من النشاطات ذات المعدلات المرتفعة النمو.
ويؤثّر التحول النسبي الصناعي في الإقليم على حجم وتركيب التشغيل الإقليمي بصورة عامة بسبب انعكاس تباين معدلات النمو للصناعات الإقليمية على هذا التشغيل.
‌ب-	مركّبة التحول التفاضلي The Differential Shift Component
وتعرف أحيانا باسم المركّبة الموقعية Locational Component، أو المركّبة الإقليمية Regional Component، أو التأثير التنافسي Competitive Effect، وتقيس مركّبة التحول التفاضلي كمية التحول الإقليمي الصافي الناتج من القطاعات الصناعية المحددة التي تنمو أسرع أو أبطأ من الإقليم بسبب العوامل الموقعيّة الداخلية.
وتبين هذه المركّبة كيف يستطيع الموقع التنافسي للإقليم أن يساهم في نمو فرص العمل الإقليمية إذا ما حقق الإقليم معدلا للنمو الصناعي أعلى مما هو للدولة فيحدث تنافس خاص بالإقليم، وتكون مركّبة التحول التفاضلي موجبة وذلك انعكاس لمجموعة كبيرة من العوامل التي تساهم في نمو المنطقة المحلية وغالبا ما تتضمن مركّبات مثل:
1.	زيادة فرص الحصول على المواد الخام المحلية أو مدخلات الإنتاج.
2.	وسائل النقل حديثة ومتطورة.
3.	معدلات الأجور المحلية.
4.	تأثير الصناعات المحلية.
5.	تأثيرات الجامعات (وجود المؤسسات الأكاديمية).
6.	الاستهلاك المحلي والادخار.
7.	توفر رأس المال الاستثماري.
8.	الميزة النسبيّة المحلية مثل وفرة الموارد الطبيعية، القوى العاملة المحلية المدّربة والمهيأة، الروابط الصناعية.
وعادة ما ينسب التحول التفاضلي أو التأثير التنافسي الموجب إلى وجود المّيزة النسبيّة المحليّة أما الأقاليم التي لا تتمتع بمزايا موقعيّة سيكون لها مركّبة تحول تفاضلي سالب.
ويعتبر التأثير التنافسي المكون الأكثر أهمية في أغلب الأحيان من ناحية التنمية الإقليمية فالتأثير التنافسي للقطاع الإيجابي قد يفسّر على أنه مؤشر لقدرة الإقليم على المنافسة مع الأقاليم الأخرى لقطاع اقتصادي معين ؛ لذلك يعتبره الاقتصاديين المكوّن الحركي في زيادة فرص العمالة الإقليمية والمكوّن الرئيسي للنظر في أية خطة تنمية اقتصادية.
يوجد ترابط بين مركّبتي التحول النسبي والتحول التفاضلي ويفصل بينهما العوامل الداخلية والخارجية للنمو الإقليمي، فمركّبة التحول النسبي تنتج بفعل التأثيرات الخارجية للاقتصاد الوطني، ومركبّة التحول التفاضلي تنتج بفعل تأثير العوامل الداخلية في الإقليم.

## الفرضيات الأساسية لتحليل التحول الحصة
يستند هذا الأسلوب على عدد من الفرضيات الأساسية:
1.	لا تنمو الأقاليم بنفس معدل النمو الوطني وإنما هي متباينة وتعكس تلك التباينات مستويات التطور وإمكانياته في كل إقليم. 
2.	كلما اتجهنا بالتحليل من اقتصاد حضري إلى اقتصاد إقليمي أوسع ومن ثم إلى الاقتصاد الوطني فإن التنبؤات تتسم بدقة تفصيلية أكثر فأكثر.
3.	كلما أزداد انفتاح إقليم ما على بقية الأقاليم اشتد تأثير عوامل الاقتصاد الوطني على نمو اقتصاد هذا الإقليم.
4.	يمكن تعميم المساهمة الإقليمية من أكبر إقليم على كل الدولة.
لاختبار هذه الفرضيات أعتمد تحليل (التحول- الحصة) على أسلوب السكون المقارن comparative static وبما يسهم في تأكيد مبدأ المطابقة corresponding principle الذي يجمع في نموذج واحد البعدين الستاتيكي والديناميكي، ويأخذ أسلوب السكون المقارن بعين الاعتبار الظروف في بداية ونهاية الفترة الزمنية فقط وبما يؤثر على تخصيص التغيير في التشغيل ضمن التأثيرات الثلاثة التي يتناولها التحليل وهي النمو الوطني والنمو الهيكلي والنمو الإقليمي وذلك باتجاهين:
‌أ.	الاتجاه الأول: يتم من عن طريق قياس التركيب الصناعي، تقليديا يعكس التركيب الصناعي التخصص الصناعي النسبي للإقليم في بداية فترة الدراسة، ولكنه لم يأخذ بالحسبان التغير في التركيب الصناعي للإقليم عبر فترة الدراسة، وهناك عدد من الحلول لهذه المشكلة وهو ما يسمى اختيار أوزان المشكلة، فقد أقترح ستيلويل (Stillwell , 1969) التركيز على نهاية الفترة لمقارنة التغيرين الفعلي والمتوقع، وقد أوصى بعكس تأثير التركيب الصناعي بطرح نمو العمالة المتوقع في الإقليم في بداية الفترة الزمنية من نمو العمالة المتوقع لنهاية الفترة الزمنية، بمعنى أخر أقترح ستيلويل استعمال أوزان السنة النهائية بدلا من استعمال أوزان السنة الأولية.
‌ب.	الاتجاه الثاني: يؤثر أسلوب السكون المقارن للتحول – الحصة على التخصيص ضمن التأثيرات الثلاثة، في حال أن التغيرات المستمرة في حجم العمالة الكلية في الإقليم على مدى الفترة الزمنية لم تؤخذ بعين الاعتبار، حيث أن هذا التأثير يتضاعف إذا كان الإقليم ينمو بسرعة أكبر من الدولة على مدى الفترة الزمنية، وعلاوة على ذلك إذا نما الإقليم بنفس معدل النمو الوطني سيعزو أسلوب السكون المقارن جزءا بسيطا من نمو العمالة الإقليمية إلى تأثير النمو الوطني.

## أهداف تحليل التحول – الحصة
يقوم العديد من الباحثين بتبني تحليل (التحول – الحصة) لتحقيق أهداف عديدة منها:
1.	تحليل الحقائق الإحصائية الصناعية الإقليمية بأساليب بسيطة بالاعتماد على مؤشرات القوى العاملة والناتج الحقيقي.
2.	تشخيص التباين الإقليمي من خلال العلاقات الهيكلية الصناعية وبما يكفل تحديد الموقع التنافسي لكل إقليم وتمييز إنجازاته الحقيقية والمتوقعة.
3.	وضع التنبؤات المستقبلية المتعلقة بالفرص المتاحة في النشاطات الصناعية الإقليمية.
4.	معرفة سبب الاختلافات في النمو الإقليمي وإيعازها إلى: 
أ‌.	التركيب الصناعي الملائم أو غير الملائم لاقتصاد الإقليم.
ب‌.	نتيجة لتغيرات ذاتية في الإقليم تعود لتباين ديناميكية النمو الإقليمي.
5.	يساعد تحليل التحول – الحصة المخطط في تقييم أداء الاقتصاد المحلي عن طريق تحديد الصناعات التي يكون لها أثار إيجابية بسبب الميّزة النسبيّة.
6.	يساعد تحليل التحول – الحصة في تقييم السياسة عموما بمقارنة حجم التأثير التنافسي قبل وبعد حدوث التغيير في السياسة، أي أن اختلاف حجم التأثير التنافسي هو بمثابة مقياس تقريبي لتقييم تأثير السياسة.

## الصيغة الرياضية للتحليل
يقسّم تحليل التحول والحصة مجموع النمو للعمالة الإقليمية إلى ثلاثة مركّبات أساسية: 
```

  

    

      

        

          
E

          

            
j

          

        

        
=

        
∑

        

          
E

          

            
i

            
j

          

          

            
t

          

        

        
−

        
∑

        

          
E

          

            
i

            
j

          

          

            
t

            
−

            
1

          

        

        
=

        

          
∑

          

            
i

            
=

            
1

          

          

            
n

          

        

        

          
(

          

            

              
N

              

                
i

                
j

              

            

            
+

            
I

            

              
M

              

                
i

                
j

              

            

            
+

            

              
C

              

                
i

                
j

              

            

          

          
)

        

      

    

    
{\displaystyle E_{j}=\sum E_{ij}^{t}-\sum E_{ij}^{t-1}=\sum _{i=1}^{n}\left(N_{ij}+IM_{ij}+C_{ij}\right)}

  

```

حيث أن:
{\displaystyle E_{j}}: مجموع النمو للعمالة الإقليمية.
{\displaystyle E_{ij}^{t}}: مجموع النمو للعمالة الإقليمية للصناعة i في الإقليم j في سنة المقارنة.
{\displaystyle E_{ij}^{t-1}}: مجموع النمو للعمالة الإقليمية للصناعة i في الإقليمj في سنة الأساس.
{\displaystyle N_{ij}}: مركّبة الحصة الوطنية للصناعة i في الإقليمj .
{\displaystyle IM_{ij}}: مركّبة التحول النسبي للصناعة i في الإقليمj .
{\displaystyle C_{ij}}: مركّبة التحول التفاضلي للصناعة i في الإقليمj .
{\displaystyle t}: سنة الأساس.
{\displaystyle t-1}: سنة المقارنة.
خطوات احتساب تحليل التحول والحصة:

### أولا: حساب مركّبة النمو الوطني
الهدف: قياس عدد الوظائف الجديدة المستحدثة في الإقليم بسبب الاتجاهات الاقتصادية الوطنية.
البيانات المطلوبة: 
عدد العاملين في الصناعات المراد دراستها على المستويين الوطني والإقليمي لمدة لا تقل عن سنتين(سنة الأساس وسنة المقارنة).
آلية الحساب: 
تحسب مركّبة النمو الوطني بضرب العمالة الإقليمية في سنة الأساس في كل قطاع من القطاعات الاقتصادية بمعدل متوسط نمو العمالة الوطنية، ويسمى مجموع ناتج الضرب بمركّبة النمو الوطني. 
وبصيغة جبرية:
```

  

    

      

        

          
N

          

            
i

            
j

          

        

        
=

        

          
E

          

            
i

            
j

          

          

            
t

            
−

            
1

          

        

        
×

        

          
g

          

            
n

          

        

      

    

    
{\displaystyle N_{ij}=E_{ij}^{t-1}\times g_{n}}

  

```

حيث إن:
{\displaystyle N_{ij}}: مركّبة الحصة الوطنية للصناعة i في الإقليم j .
{\displaystyle E_{ij}^{t-1}}: عدد العمالة الإقليمية للصناعة i في الإقليم j في سنة الاساس.
{\displaystyle g_{n}}: معدل النمو لكل القطاعات في الدولة خلال فترة التحليل وتساوي: 
(مجموع العمالة الوطنية للقطاع الصناعي في سنة المقارنة-مجموع العمالة الوطنية للقطاع الصناعي في سنة الاساس) مقسوما على (مجموع العمالة الوطنية في سنة الاساس)
تأثير النمو الوطني للإقليم عبارة عن مجموع تأثير النمو الوطني لقطاعات الصناعة في الإقليم 
ويعبّر عن ذلك:
```

  

    

      

        

          
N

          

            
j

          

        

        
=

        

          
∑

          

            
i

            
=

            
1

          

          

            
n

          

        

        

          
N

          

            
i

            
j

          

        

      

    

    
{\displaystyle N_{j}=\sum _{i=1}^{n}N_{ij}}

  

```

حيث إن:
{\displaystyle N_{j}}: مركّبة النمو الوطنية للإقليم j.
ويعبّر أيضا عن مركّبة النمو الوطني بالصيغة التالية:
```

  

    

      

        

          
N

          

            
j

          

        

        
=

        

          
E

          

            
i

            
j

          

          

            
t

            
−

            
1

          

        

        
×

        

          
(

          

            

              

                
E

                

                  
n

                

                

                  
t

                

              

              

                
E

                

                  
n

                

                

                  
t

                  
−

                  
1

                

              

            

          

          
)

        

        
−

        

          
E

          

            
i

            
j

          

          

            
t

            
−

            
1

          

        

      

    

    
{\displaystyle N_{j}=E_{ij}^{t-1}\times \left({\frac {E_{n}^{t}}{E_{n}^{t-1}}}\right)-E_{ij}^{t-1}}

  

```

حيث إن:
{\displaystyle E_{ij}^{t-1}}: عدد العمالة الإقليمية للصناعة i في الإقليم j في سنة الأساس.
{\displaystyle E_{n}^{t}}: مجموع العمالة الكلية في قطاع الصناعة في الدولة في سنة المقارنة.
{\displaystyle E_{n}^{t-1}}: مجموع العمالة الكلية في قطاع الصناعة في الدولة في سنة الأساس.

### ثانيا: حساب مركّبة أو مكون التركيب الصناعي
الهدف:
تحديد ما إذا كان الاقتصاد الإقليمي يتركز في الصناعات التي تنمو أبطأ أو أسرع من المعدل الوطني.
البيانات المطلوبة: 
نفس البيانات السابقة لمركّبة النمو الوطني.
آلية الحساب:
يحسب مكون التركيب الصناعي بضرب العمالة الإقليمية في كل قطاع اقتصادي في سنة الأساس بالفرق بين معدل النمو الوطني لذلك القطاع ومعدل النمو الوطني للاقتصاد كاملا.
وبصيغة جبرية:
```

  

    

      

        
I

        

          
M

          

            
i

            
j

          

        

        
=

        

          
E

          

            
i

            
j

          

          

            
t

            
−

            
1

          

        

        
×

        

          
(

          

            

              
g

              

                
i

                
n

              

            

            
−

            

              
g

              

                
n

              

            

          

          
)

        

      

    

    
{\displaystyle IM_{ij}=E_{ij}^{t-1}\times \left(g_{in}-g_{n}\right)}

  

```

حيث إن:
{\displaystyle E_{ij}^{t-1}}: عدد العمالة الإقليمية للصناعة i في الإقليم j في سنة الأساس.
{\displaystyle g_{in}}: معدل النمو للصناعة i في الدولة خلال فترة الدراسة.
{\displaystyle g_{n}}: معدل النمو الوطني العام.
تأثير التركيب الصناعي للإقليم عبارة عن مجموع تأثيرات التراكيب الصناعية لقطاعات الاقتصاد في الإقليم، ويعبّر عن ذلك على النحو الآتي:
{\displaystyle IM_{j}=\sum _{i=1}^{n}IM_{ij}}
حيث إن:
{\displaystyle IM_{j}}: مركّبة التركيب الصناعي للإقليم j.

### ثالثاً: حساب مركّبة التحول التفاضلي
الهدف:
تحديد ما إذا كانت القطاعات الصناعية الإقليمية آخذة بالنمو بشكل أسرع أو أبطأ من الإقليم بسبب العوامل الموقعيّة الداخلية.
البيانات المطلوبة: 
البيانات المطلوبة على النحو نفسه لحساب مركّبة النمو الوطني.
آلية الحساب:
تحسب مركّبة التحول التفاضلي بضرب العمالة الإقليمية في كل قطاع صناعي في سنة الأساس بالفرق بين معدل النمو لذلك القطاع إقليميا وقوميا.
وبصيغة جبرية:
```

  

    

      

        

          
C

          

            
i

            
j

          

        

        
=

        

          
E

          

            
i

            
j

          

          

            
t

            
−

            
1

          

        

        
×

        

          
(

          

            

              
g

              

                
i

                
r

              

            

            
−

            

              
g

              

                
i

                
n

              

            

          

          
)

        

      

    

    
{\displaystyle C_{ij}=E_{ij}^{t-1}\times \left(g_{ir}-g_{in}\right)}

  

```

وبصيغة أخرى: 
```

  

    

      

        

          
C

          

            
i

            
j

          

        

        
=

        
(

        
P

        
+

        
D

        

          
)

          

            
j

          

        

        
−

        
(

        
I

        

          
M

          

            
j

          

        

        
)

      

    

    
{\displaystyle C_{ij}=(P+D)_{j}-(IM_{j})}

  

```

{\displaystyle (P+D)_{j}=E_{ij}^{t}-\left({\frac {E_{n}^{t}}{E_{n}^{t-1}}}\right)\times E_{ij}^{t-1}=CHE_{j}-N_{j}}
حيث إن:
{\displaystyle C_{ij}}: مركبة التحول التفاضلي للصناعة i في الإقليم j.
{\displaystyle E_{ij}^{t-1}}: عدد العمالة الإقليمية للصناعة i في الإقليم j في سنة الأساس.
{\displaystyle g_{ir}}: معدل النمو للعمالة الإقليمية في الصناعة i .
{\displaystyle g_{in}}: معدل النمو للعمالة الوطنية في الصناعة i .
{\displaystyle IM_{j}}: التركيب الصناعي للإقليم j .
{\displaystyle (P+D)_{j}}: الفرق بين التشغيل الفعلي والتشغيل المتوقع.
التأثير التنافسي للإقليم عبارة عن مجموع التأثير التنافسي لقطاعات الصناعة في الإقليم، ويعبّر عن ذلك على النحو الآتي: 
```

  

    

      

        

          
C

          

            
j

          

        

        
=

        

          
∑

          

            
i

            
=

            
1

          

          

            
n

          

        

        

          
C

          

            
i

            
j

          

        

      

    

    
{\displaystyle C_{j}=\sum _{i=1}^{n}C_{ij}}

  

```

حيث إن:
{\displaystyle C_{j}}: تأثير التحول الإقليمي للإقليم .

### اختبار بسيط
يجب أن يساوي مجموع النمو الوطني والتركيب الصناعي والتحول التفاضلي التغيّر في مجموع العمالة الإقليمية خلال فترة الدراسة.